# クロセイタカシギ
クロセイタカシギ（黒丈高鴫、Himantopus novaezelandiae）は、チドリ目セイタカシギ科セイタカシギ属に分類される鳥類。

## 分布
種小名novaezelandiaeは「ニュージーランドの」の意。
ニュージーランド固有種
主に南島に周年生息し、ワイタキ渓谷でのみ繁殖する。冬季になると越冬のため北島へ北上する個体もいる。

## 形態
全長37-40cm。体重0.2kg。全身は黒い羽毛で覆われる。嘴の基部や喉は灰色の羽毛で覆われる。
虹彩は赤い。嘴の色彩は黒い。後肢の色彩はピンク色。
幼鳥は頭部や頸部、胸部が白い羽毛で覆われる。メスよりもオスの方が後肢が長い。繁殖期には嘴の基部や喉が黒くなる。

## 生態
河川や沼、湿原などに生息する。
食性は動物食で、昆虫、甲殻類、軟体動物、ミミズ、魚類などを食べる。
渓谷の水辺に窪みを掘り、9-翌1月に1回に3-6個（主に4個）の卵を産む。雌雄交代で抱卵し、抱卵期間は24-26日。雛は孵化してから41-55日で飛翔できるようになり巣立つ。

## 人間との関係
開発による生息地の破壊、人為的に移入された動物（ノネコ、オコジョ、ヨーロッパケナガイタチ、ドブネズミなど）による捕食、植物（ハウチワマメ、ヤナギ）による植生の変化などにより生息数は激減している。移入された動物を捕食する在来する天敵の生息数増加、生息数減少により同所的に分布するセイタカシギとの交雑による遺伝子汚染も生息数減少の原因として挙げられる。19世紀まではニュージーランド広域に分布および繁殖していたが、ワイタキ渓谷上流域周辺を除いて繁殖地は壊滅している。飼育下繁殖、卵を採集し人工孵化させる、繁殖地の柵による包囲、外敵の駆除などの対策が行われている。1950年代における生息数は1,000羽以上、1960年代における生息数は100羽以下、1999年における生息数は40羽と推定されている。